# Petrosia ficiformis
Petrosia ficiformis är en svampdjursart som först beskrevs av Jean Louis Marie Poiret 1789.  Petrosia ficiformis ingår i släktet Petrosia och familjen Petrosiidae. Inga underarter finns listade i Catalogue of Life.